# 沈氏板蟹
沈氏板蟹（学名：Petalomera sheni）为绵蟹科板蟹属的动物。在中国大陆，分布于山东半岛等地，生活环境为海水，一般生活于具贝壳或石砾的泥沙底上以及常隐匿于海绵块下。